# Cyphon dalatensis
Cyphon dalatensis es una especie de coleóptero de la familia Scirtidae.

## Distribución geográfica
Habita en Annam (Vietnam).